# Холль, Карл (музыкальный критик)
Карл Холль (нем. Karl Holl; 15 января 1892, Вормс — 3 октября 1975, Франкфурт-на-Майне) — немецкий музыкальный критик и музыковед
.

## Биография
Учился в Мюнхенском и Боннском университетах, в 1913 г. защитил диссертацию об операх Карла Диттерса фон Диттерсдорфа, изучал также композицию у Эдгара Истеля и фортепиано под руководством Франца Дорфмюллера. В 1915—1917 гг. преподавал во Франкфуртской Высшей школе музыки, затем работал в газете Frankfurter Zeitung, в 1922—1943 гг. возглавлял в ней отдел музыкальной критики. После Второй мировой войны в сезоне 1945—1946 гг. заведовал оперными постановками в городской администрации Франкфурта-на-Майне, затем до 1958 г. референт министерства культуры федеральной земли Гессен по вопросам музыки, театра и кинематографа.
В заслугу Холля входит, прежде всего, сохранение интереса к творчеству композитора Руди Штефана, погибшего молодым на Первой мировой войне: в 1920 году по его инициативе во Франкфурте была поставлена единственная опера Штефана «Первые люди», в том же году Холль выпустил монографию о нём (2-е издание 1922). Холлю принадлежат также монографии о Фридрихе Гернсхайме (1928) и Джузеппе Верди (1939).